# Leidflue
Leidflue är en bergstopp i Schweiz.   Den ligger i regionen Plessur och kantonen Graubünden, i den östra delen av landet, 170 km öster om huvudstaden Bern. Toppen på Leidflue är 2 560 meter över havet, eller 88 meter över den omgivande terrängen. Bredden vid basen är 0,75 km.
Terrängen runt Leidflue är huvudsakligen bergig. Närmaste större samhälle är Davos, 13,6 km nordost om Leidflue. 
I omgivningarna runt Leidflue växer i huvudsak barrskog. Runt Leidflue är det mycket glesbefolkat, med 3 invånare per kvadratkilometer.